# Katie Finneran
Kathleen 'Katie' Finneran (Chicago, 22 januari 1971) is een Amerikaanse actrice. 

## Biografie
Finneran werd geboren in Chicago met een Ierse en katholieke achtergrond, en groeide op in Miami waar zij studeerde aan de New World School of the Arts. Hierna ging zij studeren aan de Carnegie Mellon University in Pittsburgh, zij stopte hier echter na een jaar om te verhuizen naar New York waar zij het acteren leerde van Uta Hagen. 
Finneran begon in 1990 met acteren in de film Night of the Living Dead, waarna zij nog meerdere rollen speelde in films en televisieseries. Zij is onder andere bekend van Wonderfalls (2004), Firehouse Dog (2007), Michael J. Fox Show (2013-2014) en Bloodline (2015). 
Finneran is ook actief in het theater, zij speelt in zowel Broadway als off-Broadway producties. In 1991 maakte zij haar debuut op Broadway in het toneelstuk On Borrowed Time, waarna zij nog meerdere rollen speelde. Van 2001 tot en met 2002 speelde zij in het toneelstuk Noises Off, met deze rol won zij een Tony Award en een Drama Desk Award. 
Finneran is in 2010 getrouwd met acteur Darren Goldstein met wie zij twee kinderen heeft. 

## Filmografie

### Films
Uitgezonderd korte films.
- 2020 Freaky - als Coral Kessler
- 2013 Movie 43 - als Angie
- 2011 Company - als Amy
- 2009 Baby on Board - als Sylvia Chambers
- 2007 Staten Island - als mrs. Dickenson
- 2007 Walk the Talk - als Linda
- 2007 Firehouse Dog - als Felicity Hammer
- 2006 Broken Bridges - als Patsi
- 2005 Bewitched - als Sheila Wyatt
- 2005 Miss Congeniality 2: Armed & Fabulous - als patron hoofdbar
- 2004 Plainsong - als Judy
- 2002 Death to Smoochy - als vrouw in de drukte
- 1999 Liberty Heights - als mrs. Johnson
- 1998 You've Got Mail - als Maureen de nanny
- 1990 Night of the Living Dead - als Judy Rose

### Televisieseries
Uitgezonderd eenmalige gastrollen.
- 2023 Secret Invasion - als Rosa Dalton - 5 afl.
- 2022 The Gilded Age - als Anne Morris - 6 afl.
- 2017-2020 Brockmire - als Lucy Brockmire - 9 afl.
- 2019 Why Women Kill - als Naomi Harte - 8 afl.
- 2018 The Looming Tower - als Sheri - 4 afl.
- 2015-2017 Bloodline - als Belle Rayburn - 27 afl.
- 2013-2014 Michael J. Fox Show - als Leigh Henry - 22 afl.
- 2011-2013 I Hate My Teenage Daughter - als Nikki Miller - 13 afl.
- 2005-2006 The Inside - als special agente Melody Sim - 13 afl.
- 2004 Wonderfalls - als Sharon Tyler - 14 afl.
- 2002 Bram and Alice - als Kate - 8 afl.
- 1999 Frasier - als Poppy - 2 afl.

## TheaterwerkBroadway
- 2014-2015 It's Only a Play - als Julia Budder - toneelstuk (understudy)
- 2012-2013 Annie - als miss Hannigan - musical
- 2010 Promises, Promises - als Marge MacDougall - musical
- 2007 Mauritius - als Mary - toneelstuk
- 2001-2002 Noises Off - als Brooke Ashton - toneelstuk
- 2000-2001 Cabaret - als Sally Bowles - musical (understudy)
- 1999 The Iceman Cometh - als Cora - toneelstuk
- 1997-1998 Proposals - als Sammii - toneelstuk
- 1995 The Heiress - als Maria - toneelstuk
- 1993 In the Summer House - als Vivian Constable - toneelstuk
- 1992-1993 My Favorite Year - als Tess - musical
- 1992 Two Shakespearean Actors - als miss Wemyss - toneelstuk
- 1991-1992 On Borrowed Time - als mrs. Tritt / Marcia Giles - toneelstuk (understudy)

- Gemeinsame Normdatei: 126972729X
- International Standard Name Identifier: 0000 0000 7715 1238
- Library of Congress Control Number: no2010019537
- Nationale Bibliotheek van Israël: 987007322853005171
- SNAC: w67h3cj1
- Virtual International Authority File: 107390352
- WorldCat: E39PBJwdhqKGJj6WfkBwDWMF8C